# فيرونيكا واسيكي
فيرونيكا واسيكي (بالإنجليزية: Veronica Waceke)‏، هي مُمثلة كينية.

## روابط خارجية
فيرونيكا واسيكي على موقع IMDb (الإنجليزية)